# Kontraalt
Kontraalt je najdublji ženski glas. Kreće se od muškog tenora do ženskog alta. Mnoge poznate pevačice poseduju upravo ovu vrstu vokala: Eta Džejms, Grejs Džons, Mahalia Džekson, Ejmi Vajnhaus, Adel itd.